# Maiskaia notx
La nit de maig (en rus: Майская ночь, Maiskaja notx) és una òpera en tres actes composta entre 1878-1879 per Nikolai Rimski-Kórsakov amb llibret rus del mateix compositor, basat en la història de Nikolai Gògol "La nit de maig, o la donzella ofegada" (Майская ночь,или Утопленница, Noch Mayskaya, ili Utoplennitsa) de la seva col·lecció Vespres en una granja prop Dikanka. S'estrenà al Teatre Mariïnski de Sant Petersburg el 1880.